# 레고 히든 사이드
레고 히든 사이드는 2019년에 처음 출시된 레고 시리즈이다. 가상의 도시 "뉴베리"가 배경이며 레고 세트와 앱(안드로이드, iOS)의 증강현실을 이용하며 유령을 사냥하거나 수집할 수 있다. 그리고 멀티플레이어 모드로 유령을 조종해 사냥꾼을 공격한다.

## [1]세트

### 2019
- 70418 J.B.의 유령 실험실
- 70419 난파된 새우잡이 배
- 70420 묘지의 수수께끼
- 70421 엘 푸에고의 스턴트 트럭
- 70422 새우 맛집 공격
- 70423 불가사의한 인터셉트 버스 3000
- 70424 유령 고속 기차
- 70425 유령 고등학교
- 40336  주스 바

### 2020
- 70427 히든 사이드에 온 걸 환영해
- 70428 잭의 해변 버기카
- 70429 엘 푸에고의 스턴트 비행기
- 70430 지하철
- 70431 어둠의 등대
- 70432 유령 놀이공원
- 70433 J.B.의 잠수함
- 70434 이상한 경주차
- 70435 뉴베리의 버려진 감옥
- 70436 팬텀 파이어 트럭 3000
- 70437 미스터리 캐슬
- 2021
- 늙은 닉의 뉴베리 하우스

## 같이 보기
- 넥소 나이츠